# Heterocarpus ensifer
Heterocarpus ensifer A. Milne-Edwards, 1881 è un gamberetto marino appartenente alla famiglia Pandalidae tipico delle acque profonde.

## Distribuzione e habitat
Ha un areale molto ampio, che comprende Stati Uniti d'America, Hawaii, Antille, golfo del Messico, Marocco, Madagascar, Riunione, Capo Verde e Polinesia Francese.

## Biologia
Anche se in alcuni luoghi è uno dei gamberi più diffusi e pescati la sua biologia è ancora poco nota.

### Parassiti
Può presentare degli isopodi parassiti, Pseudione ampla e Pseudione magna.